# Кесаев, Астан Николаевич
Аста́н Никола́евич Кеса́ев (дигорск. осет. Къесати Къалай фурт Астан; 11 сентября 1914, Дигора, Терская область, Российская империя — 15 января 1977, Севастополь, УССР, СССР) — советский военный моряк, в годы Великой Отечественной войны командир подводной лодки «М-117» бригады подводных лодок Черноморского флота, Герой Советского Союза (31.05.1944). Капитан 1-го ранга (15.07.1952).

## Биография
Родился 11 сентября 1914 года в селе Дигора (ныне — город Республики Северная Осетия-Алания), в семье служащего. Осетин. Окончил 7 классов, рабфак в Москве.
В Военно-Морском Флоте с 1933 года. В 1937 году окончил Военно-морское училище имени М. В. Фрунзе, в 1940 году — Высшие специальные курсы командного состава Краснознамённого учебного отряда подводного плавания имени С. М. Кирова. Член ВКП(б)/КПСС с 1939 года. Проходил военную службу на Черноморском флоте: с сентября 1937 года по декабрь 1939 года — командир штурманской боевой части (БЧ-1) подводной лодки «А-3», с октября 1940 года по февраль 1941 года — помощник командира ПЛ «Щ-206» и с февраля 1941 года — командир ПЛ «М-117».
К началу Великой Отечественной войны «М-117» находилась в составе отдельного дивизиона подлодок в городе Николаеве на достройке, была переведена в Севастополь, а затем в Очемчири (Абхазия). В ноябре 1941 года ПЛ «М-117» включена в состав 3-го дивизиона подводных лодок Черноморского флота. Под командованием капитан-лейтенанта Кесаева подлодка несла дозорную службу, высаживала разведывательные группы, осуществляла поиск и атаковала вражеские корабли на коммуникациях противника, срывая его перевозки воинских грузов между Крымом и западными черноморскими портами, а также эвакуацию отступающих с Крымского побережья советских войск. В боевых походах командир ПЛ «М-117» проявлял исключительные отвагу и мужество. Не раз его подлодка подвергалась бомбардировкам и атакам фашистских самолётов, но благодаря умелому маневрированию и морской хитрости командира экипажу лодки всегда удавалось уйти из-под ударов врага. За период войны А. Н. Кесаев совершил четырнадцать боевых походов, провёл десять торпедных атак, выпустив 17 торпед. По советским данным, он потопил 6 транспортов и 3 десантные баржи противника общим водоизмещением 20200 тонн. Иностранными данными и архивными исследованиями ни одна из заявленных побед не подтверждена.
Указом Президиума Верховного Совета СССР от 31 мая 1944 года за умелое командование подводной лодкой, образцовое выполнение боевых заданий командования и проявленные при этом геройство и мужество капитан-лейтенанту Кесаеву Астану Николаевичу присвоено звание Героя Советского Союза с вручением ордена Ленина и медали «Золотая Звезда».
В июле 1944 года ПЛ «М-117» награждена орденом Красного Знамени. После освобождения Крыма, с февраля 1945 года Кесаев — исполняющий должность командира Охраны рейдов в Сочи, он же старший морской начальник города Сочи. В этом качестве он и встретил День Победы.
С марта 1946 года по декабрь 1947 года — командир Охраны рейдов в Пицунде, он же старший морской начальник города Пицунды, с декабря 1947 года по декабрь 1949 года — старший офицер распорядительно-строевого отделения Отдела устройства службы, с декабря 1949 по декабрь 1950 года — заместитель начальника организационно-планового отдела минно-торпедного управления Черноморского флота. В 1953 году Кесаев окончил Военно-морскую академию имени К. Е. Ворошилова. С ноября 1953 года по декабрь 1958 года капитан 1-го ранга Кесаев — начальник кафедры 2-го Высшего военно-морского училища подводного плавания, а затем по июнь 1970 года — начальник кафедры Севастопольского высшего военно-морского инженерного училища. С июня 1970 года капитан 1-го ранга Кесаев — в отставке.
Жил в городе-герое Севастополе. Скончался 16 января 1977 года. Похоронен на кладбище Коммунаров в Севастополе.
Награждён орденом Ленина (31.05.1944), тремя орденами Красного Знамени (26.05.1943, 24.03.1944, 05.11.1954), орденами Отечественной войны 1-й степени (07.12.1943), Красной Звезды (20.06.1949), медалью «За боевые заслуги» (03.11.1944), другими медалями.

## Память
- Имя Астана Кесаева присвоено рыболовецкому траулеру и школе, в которой он учился; а также улицам в городах Владикавказ и Севастополь.
- В. П. Цветкова, в будущем народный художник Украины, писала портреты героев войны, в том числе Героев Советского Союза подводников М. В. Грешилова и А. Н. Кесаева[3].
- В родном городе Дигора в честь Астана Кесаева названа средняя школа № 2
- В городе Севастополь в честь Астана Кесаева названа средняя школа № 4
- Городской сквер имени Героя Советского Союза Астана Кесаева, был открыт 10 декабря 2019 года на одноимённой улице в Гагаринском районе Севастополя. С новым сквером местные жители получили не только место для пеших прогулок, но и спортивные и игровые зоны детей. В мемориальной части сквера на специальном постаменте был установлен мемориальный камень — фрагмент скалы из диабаза весом 37 тонн, который доставили в Севастополь из Северной Осетии-Алании, малой Родины Астана Кесаева. По словам врио губернатора Севастополя Михаила Развожаева, Астан Николаевич Кесаев — выдающийся человек, у которого было две Родины: Северная Осетия — Алания и Севастополь. «Очень символично, что такого отважного человека, мужчину, воина, мы увековечили сегодня в Севастополе, этот замечательный сквер открыли. Мне кажется, что это особенно символично, что открытие произошло на следующий день после Дня Героев Отечества. История жизни и подвига Астана Кесаева, его отношений с супругой — это истинный пример, на котором должны воспитываться молодые люди». Глава Республики Северная Осетия-Алания Вячеслав Битаров в свою очередь поблагодарил всех севастопольцев, благодаря которым имя прославленного героя не забывается.

Могила Кесаева на кладбище Коммунаров в Севастополе.